# بول برانيجان
بول برانيجان (بالإنجليزية: Paul Brannigan)‏ هو ممثل بريطاني، ولد في 14 سبتمبر 1986 بغلاسكو في المملكة المتحدة.

## وصلات خارجية
- بول برانيجان على موقع IMDb (الإنجليزية)
- بول برانيجان على موقع قاعدة بيانات الأفلام العربية
- بول برانيجان على موقع ألو سيني (الفرنسية)
- بول برانيجان على موقع ميوزك برينز (الإنجليزية)
- بول برانيجان على موقع أول موفي (الإنجليزية)
- بول برانيجان على موقع قاعدة بيانات الأفلام السويدية (السويدية)
- بول برانيجان على موقع قاعدة بيانات الفيلم (الإنجليزية)
- بول برانيجان على موقع كينوبويسك (الروسية)